# مصادر التاريخ الحديث
يمتاز التاريخ الحديث والمعاصر بكثرة المصادر وتنوعها بصورة تدعو إلى حيرة الباحثين، فالكتب والدوريات التي تتحدث في هذا الفرع من فروع التاريخ تطبع بالآلاف كل عام، وتتناول موضوعات تاريخية بمختلف اللغات للمتخصص والقارئ العادي، ونظراً للتطور السريع في مختلف أنواع العلوم والتي تشمل العلوم الاجتماعية بشكل عام والتاريخ بصفة خاصة، أصبح لزاماً على الباحثين أن يتابعوا هذا التطور والتقدم ليكونوا على مستوى عصرهم الذي يعيشون فيه.
وتأتي في مقدمة المصادر التاريخية الوثائق، ثم يليها المذكرات، والمخطوطات، وكتابات شهود العيان، والمعاصرين والشعر، ثم كتابات المؤرخين المحدثين، وايضاً منها التسجيلات الصوتية أو ما يعرف بالروايات الشفوية والأفلام الوثائقية والصور الفوتوغرافية، هذا فضلاً عن العديد من الدوريات المتخصصة التي يدونها علماء متخصصون في التاريخ الحديث. ومن أبرز مصادر التاريخ الحديث، الوثائق. المؤلفات. الآثار المحسوسة.

## الوثائق
اتفق العلماء والباحثون على تعريفها من خلال معنيان كالتالي:
المعنى العام للوثائق: اصطلح على أن الوثائق في معناها العام هي كل الأصول التي تحتوي على معلومات تاريخية.
المعنى الدقيق للوثائق: اصطلح على أن الوثائق في معناها الدقيق هي الكتابات الرسمية أو شبه الرسمية مثل الأوامر والقرارات والمراسيم والاتفاقيات والمراسلات السياسية، والوثائق الشرعية والكتابات التي تتناول مسائل الاقتصاد أو التجارة أو عادات الشعوب أو نظمهم وتقاليدهم، أو المشروعات أو المقترحات المتنوعة التي تصدر عن المسئولين في الدولة أو التي تقدم إليهم، أو المذكرات الشخصية أو اليوميات.
تنقسم الوثائق إلى عدة أنواع منها:
- رسمية أو غير رسمية
- منشورة أو غير منشورة
- مطبوعة (طباعةً) مخطوطة (بخط اليد)

وهي تُعد من أبرز مصادر التاريخ للعصر الحديث، وأهم ما يميزه عن غيره. 

## المؤلفات
( المخطوطات – المصادر والمراجع المطبوعة )

تشمل المؤلفات المراجع أو الكتب التي كتبها المؤلفون – والمراجع التي بين أيدينا إما مخطوطة ( قبل اكتشاف الطباعة، وإن كان هذا لا يمنع من وجود مخطوطات بعد عصر 
المطبعة )، وإما مطبوعة.
المخطوطات: تعتبر أكثر أهمية بالنسبة للباحث التاريخي، لأنها مصادر لمعلومات جديدة، لم يعرفها الناس. وتتفاوت أهمية المخطوطات من مخطوطة لأخرى وفق ما تتضمنه المخطوطة من معلومات صحيحة ودقيقة، وبما التزم به كاتبها من الأمانة والدقة والحيدة في تناول موضوعاته، ومعاصرة كاتبها للأحداث، أو بعده عنها، ومشاهدته لها أم سماعه بها.
والمخطوطات التي تتعلق بالتاريخ الحديث قليلة في العدد كثيراً عن مثيلاتها في التاريخ الإسلامي والتاريخ الوسيط، لانتشار الطباعة وتوافرها في العصر الحديث. 
بينما نجد أن نشر الكتب في العصر الوسيط قد اعتمد كلية على النسخ، وذلك لأن الطباعة لم تكن معروفة في ذلك الوقت.
وقد يخلط بعض الباحثين بين الوثائق والمخطوطات، وحقيقة الأمر أن المخطوطات كتب عادية كالكتب المطبوعة التي بين أيدينا، ولكن مؤلفيها لم يدركوا عصر المطبعة، فنسخوها بأيديهم، أو دفعوا بها إلى النساخ، أو أنهم لم يريدوا طباعتها لسبب أو آخر، فظلت مخطوطاً.
المؤلفات تنقسم إلى عدة أنواع منها:
- منشورة أو غير منشورة
- مطبوعة أو مخطوطة

## الآثار المحسوسة
الآثار كل ما خلفه الإنسان من مواد ملموسة من صنع يده في الماضي منذ خلق الله عز وجل آدم عليه الصلاة والسلام حتى ما قبل 250 سنة تقريباً، وتتمثل هذه المواد الأثرية في: الآثار الثابتة مثل ( المساكن والحصون والمعابد والسدود والآبار والنقوش الصخرية على واجهات الجبال والمقابر والمعادن )، والآثار المتناولة أو المنقولة مثل ( التحف والأواني الفخارية والحجرية والخشبية والزجاجية والحلي والعملات ).
أي انها تتمثل في مبنى أو نقش وتتمثل في نصب تذكاري كل هذه من الآثار المحسوسة ويندرج الآن في العصر الحديث (التسجيلات الصوتية، والصور الفوتوغرافية، والأفلام الوثائقية ).